# Ameiva orcesi
Ameiva orcesi är en ödleart som beskrevs av  Peters 1964. Ameiva orcesi ingår i släktet Ameiva och familjen tejuödlor. Inga underarter finns listade i Catalogue of Life.